# She-Ra: Princess of Power
She-Ra: The Princess of the Power, también conocida como She-Ra, La Princesa del Poder, es una serie animada de televisión estadounidense de 1985, basada en la heroína de una serie de juguetes creada por la compañía Mattel y producida de 1985 a 1987, con 93 episodios. El personaje protagonista se presenta como la hermana melliza de He-Man, con una línea argumental prácticamente idéntica a la de He-Man y los Amos del Universo, pero a la vez complementaria y destinada al público femenino de entre 3 y 10 años de edad; sin embargo, su popularidad llegó también a conquistar al público masculino y a personas de todas las edades, como jóvenes y adultos en determinadas edades.
La serie contó con su consiguiente línea de figuras/juguetes, aunque no al mismo nivel de producción de la anterior.

## Historia

### She-Ra, la princesa del poder
Canalizando la combinación del poder del universo y la sabiduría de los ancianos de Eternia, Adora se transforma en She-Ra, la mujer más poderosa del universo. Su fortaleza no proviene de la fuerza bruta, sino de su recta voluntad y de sus ingeniosos poderes mágicos y habilidad de curación. También tiene el poder de comunicarse telepáticamente con los animales. Tanto como She-Ra o como Adora, dirige la Gran Rebelión de Etheria en contra de los invasores de la Horda.

### La serie animada
En esta serie, la historia cuenta que Hordak (maestro de Skeletor) secuestró a Adora (She-Ra), hermana de Adam (He-Man), recién nacida, en un ataque al palacio de Eternia, en venganza, Hordak al no haber podido conquistar Eternia en aquella época, la llevó a Etheria, la crio y la hizo capitana de guardia del Ejército de la Horda. 
En los primeros episodios de la serie, He-Man acude a Etheria por medio de un portal dimensional. Allí conoce la situación del lugar y cómo la Horda somete y se aprovecha del pueblo, así que se une a otros personajes en la rebelión. En un ataque de la Horda conoce a Adora, la cual consigue llevárselo inconsciente a la base de Hordak, lugar donde comparten unas palabras, tras lo cual Adora se dispone a salir en pos de ver con sus propios ojos lo que hace realmente la Horda y comprobar si está o no en el bando correcto. 
Tras descubrir los horrores a los que su maestro Hordak somete a la población, ésta se enfrenta a él pero la hechicera Shadow-weaver, ayudante de éste, la somete bajo un conjuro para que siga siendo fiel. Al final, llamada por Sorceress, la Hechicera Guardiana del Castillo Grayskull a través de la Espada de Protección (Sword of Protection), Adora descubre toda la verdad sobre su pasado y sobre quién es en realidad He-Man: su hermano gemelo. Tras salvarlo convertida en She-Ra y escapar juntos, lideraría desde entonces La Rebelión en contra de Hordak.
A diferencia de la espada de He-Man, la Espada de Protección de She-Ra puede transformarse en toda clase de armas útiles como escudos, boomerangs, etc. También le permite comunicarse con Sorceress y otros personajes como Adam. Además el poder de la espada está en la gema que posee mientras que en el caso de He-man, es la espada en sí que posee el poder.
Hubo rumores de que She-Ra aparecería en la tercera temporada en 2002 del remake de He-Man y los Amos del Universo, pero la serie fue cancelada y nunca se pudo ver a She-Ra en su última encarnación. Aunque de todas formas se ideó una nueva figura de acción para la serie de juguetes de Los Amos del Universo de 2002.
En el 12 de diciembre de 2017, Dreamworks y Netflix anunciaron un reboot de la serie que  fué lanzada en 2018.

## Personajes

### Héroes
- Adora. Es una joven mujer Princesa Cuando Adora y su hermano mellizo Adam nacieron, Sorceress reconoció que ellos eran los mellizos predichos para ejercer el Poder de Grayskull ya que dicho poder fue partido en dos. Las espadas habían estado esperando a sus correspondientes dueños por años, incluso antes de que Sorceress llegara a Grayskull. Pero Hordak también se enteró de los mellizos y arregló con su aprendiz de Eternia, Skeletor, en secuestrar a los niños. Man-At-Arms evitó que Adam fuera secuestrado, pero Adora fue robada y escondida en el planeta Etheria, en lo profundo de la Dimensión de Despondos. Allí, ella fue criada por Hordak, hasta que un día su hermano la encontró y le entregó la Espada de Protección, que al levantarla y pronunciar las palabras de invocación reveladas por Sorceress "Por el Honor de Grayskull", la convirtió en She-Ra, la mujer más poderosa en el universo.

- Light Hope. Personaje masculino que no tiene forma humana, solo es un espíritu que se aparece en forma de haz de luz con todos los colores del arco iris. Es el rey y guardián del Castillo de Cristal, amigo de She-Ra, a quien le ayuda con secretos e información para seguir luchando contra las fuerzas tanto de Hordak como de Skeletor. En su interior Light Hope guarda los secretos dentro de un enorme cristal, cedido por Grayskull para cuidar los secretos de la espada de She-Ra, esta entidad es uno de los primeros seres que habitaron Etheria después de su creación, tanto Light Hope como Sorceress son Guardianes Primarios de los Secretos de Grayskull.

- Spirit / Swiftwind. El compañero fiel de She-Ra es un caballo blanco que es transformado por She-Ra en un unicornio alado que se hace llamar "Swiftwind" y adquiere la habilidad de hablar.

- Loo-kee. Al final de cada capítulo aparece "Loo-kee" quien con una serie de preguntas sobre el episodio deja en claro cual es la moraleja del capítulo.

- Bow. Kyle Reccula, un noble de la corte de la reina Ángela, era uno de los muchos guerreros valientes que se alzaron en armas contra la Horda y se unieron a La Gran Rebelión para defender a Etheria de Hordak, quien al ser incapaz de regresar a Eternia, reclamó junto con su armada milenaria a Etheria como su nuevo reino, deponiendo a los monarcas locales y dominando al pueblo mediante el miedo. Kyle, es apodado Bow (Arco) por su habilidad natural como arquero, cada una de sus flechas posee diferentes poderes y tiene un corazón mágico que late frenéticamente cuando She-Ra está en peligro. Bow está secretamente enamorado de la Princesa Adora y desconoce que ella y She-Ra son la misma persona.

- Kowl. Es un ave con forma de búho y grandes orejas que le sirven de alas para volar. Es muy amigo de Adora/She-Ra y conoce el secreto de su transformación. Su creación fue inspirada en Orko, la diferencia es que este no posee ningún poder mágico para defenderse, utiliza su vuelo para escapar y refugiarse en un lugar seguro.

- Madame Razz. Es una hechicera amiga de Adora/She-Ra y también conoce el secreto de su transformación, posee poderes mágicos que, aunque similares a los de Orko, no son muy poderosos, incluso tiene su propia escoba que es su gran amigo quien la transporta por todas partes, es de estatura baja, es una anciana de carácter dulce y agradable.

- Reina Ángela. Es una reina que vive en un palacio real en los bosques susurrantes llamado "Luna Brillante" donde viven los valientes rebeldes.  Es amiga de Adora/She-Ra. Físicamente tiene alas como un Ángel y posee el poder de proteger el castillo y los bosques susurrantes. También es guerrera aunque separada de su esposo debido a que fue capturaro y hecho prisionero en el Mundo Ordiano por órdenes del Gran Ordiano. Es madre de Glimmer, princesa y amiga también de Adora/She-Ra.

- Glimmer. Es una joven princesa y guerrera hija de la reina Ángela, muy amiga de Adora/She-Ra. Ella era la líder de los rebeldes antes de que Adora tomara el mando. Posee magia, al igual que su madre, la reina Ángela, pero en menor cantidad. Tiene el poder de atacar con grandes destellos de luz que ciegan a sus enemigos. Cuando era muy pequeña su papá fue separado de ella, se crio y creció a lado de su madre. Después de mucho tiempo llega a conocer a su verdadero padre, al ser ya mayor.

- Rey Micah. Es el esposo de la reina Ángela y papá de Glimmer, capturado por Hordak y prisionero del gran Ordiano escapó y regresó para ayudar a su esposa e hija en su lucha contra Hordak.

- Castaspella. Reina de Mystacor, es una hechicera muy poderosa y amiga de Adora/She-Ra. Es uno de los miembros más fuertes de los rebeldes, por su amplio conocimiento de la magia, más variado que Glimmer y la propia reina Ángela. Es requerida en muchas ocasiones, pues "Casta" contrarresta los hechizos que Hordak le ordena a Shadow Weaver. Es de los rebeldes más leales a She-Ra, pues ella le ayudó a recuperar su reino, casi sin conocerla. Se siente atraída por el príncipe Adam(el hermano de Adora). En su infancia fue aprendiz de Norwyn y compañera de Light Spinner (Shadow Weaver).

- Sea Hawk. Es un capitán y guerrero de la marina, quien se enamora secretamente de Adora/She-Ra, y con quien comparte las aventuras en su flota o Barco en un viaje. Después de mucho tiempo, al ser derrotado en una lucha con un espadachín enmascarado, éste se descubre el rostro y revela el secreto de que él es el verdadero padre de Sea Hawk.

- Sorrowful.

- Peekablue. Es una mujer con una cola de pavo real azul que le permite ver el pasado, el presente y el futuro cercano.  Es de carácter amable, pero sin habilidad real para la batalla así que no se mete en muchas de las peleas entre los rebeldes y la horda. Sin embargo, su amistad siempre la hace ayudar a She-Ra y sus amigos.

- Flutterina. Es una mujer de cabello púrpura y grandes alas de mariposa que tiene el poder de llamar y crear una gran cantidad de estos insectos para atacar y defender a los rebeldes. En un tiempo fue una humana común y corriente llamada "Small One" que arriesgó su vida por She- Ra. Light Hope le brindó una nueva oportunidad de vivir y le dio sus poderes como Flutterina.

- Mermista. La princesa de los mares; es una sirena, pero puede cambiar su cola por piernas.

- Perfuma. Es el hada de los bosques. Es de carácter ligero y distraído. Tiene el poder de crear plantas, hierbas y flores de cualquier parte, incluso de los lugares más podridos. Es la única que no le teme a Hordak, al contrario, desea transformar a la zona del terror en un lugar bello, con color y lleno de perfume.  Es una buena amiga de She-Ra.

- Sweet Bee. Es una exploradora de la colmena de abejas.

- Netossa. Naciendo desde los lejanos confines de Etheria, más allá del alcance de la Horda, Netossa se convirtió en una experta tiradora, perfeccionando el arte del lanzamiento para capturar enemigos y vándalos. Ella puede engañar a sus adversarios fingiendo no darse cuenta de que un malvado está cerca. Pero si se acercan demasiado, ella tira de los cordones ocultos de su capa y el culpable sorprendido es capturado dentro de la red! Después de enterarse de la opresión de Hordak, su único deseo se convirtió en liberar a Etheria y su pueblo de su fortaleza malvada. Con su acento exótico y modas elegantes, Netossa puede ser muy útil en la solución de problemas!

- Spinnerella.

- Frosta. Es la emperatriz de la tierra de las nieves, en el Norte de Etheria. Aunque su reino se encuentra pocas veces en peligro, es muy amiga de She-Ra y de los rebeldes. Posee poderes que controlan el hielo y la nieve, así que es capaz de congelar ríos enteros, pero también posee un corazón cálido con los animales helados de su tierra. Es una buena gobernante y trata siempre de mantener paz con los Selkies, las criaturas de las nieves que tienen sus dominios junto a su reino. Frosta se siente fuertemente atraída por He-Man.

### Villanos
- Hordak. Antiguo maestro de Skeletor, traicionado por éste, logró librarse del hechizo que le impedía viajar desde la Zona del Terror, en su mundo de Etheria, hasta Eternia, y desde ese momento lucha tanto contra He-Man como contra Skeletor junto a sus terribles secuaces de la Horda del Terror: Grizzlor, Leech y Mantenna, entre otros. Hordak secuestró a Adora, hermana de Adam, cuando era recién nacida, en venganza por no haber podido conquistar Eternia en aquella época. La llevó a Etheria, la crio e hizo capitana de su guardia, controlándola con un hechizo, hasta que fue liberada por su hermano He-Man.

- Scorpia. Personaje femenino, también capitana de Hordak y amiga de Catra, para atacar levanta su cola envenenada para destruir a su víctima.

- Octavia. Personaje femenino, otra capitana de Hordak con características físicas similares a las de un pulpo. Muy hábil utilizando la ballesta y las espadas con sus tentáculos.

- Shadow Weaver. Es una hechicera malvada que usa sus poderes mágicos para ayudar a Hordak, mientras planea en secreto cómo arrebatarle el mando de la Horda. Este personaje tal vez está inspirado en Evil-Lyn la mano derecha de Skeletor, que le ayuda también con sus poderes mágicos, aunque el caso resulta también ser algo similar como la traición. En un episodio de la serie se conoció su origen, cuando ella se encontró con un muchacho bajo la tutela de un mago que contaba con la ayuda de She-Ra. Le contó como era antes, en la serie se vio que era una dama hechicera y una mujer muy hermosa, aunque la mitad de su rostro estaba tapado con una pañueleta y que practicaba las artes de la magia. Ella fue la elegida por Hordak, desde su nave espacial éste le disparó con un rayo, convirtiéndola en un monstruo y en un fantasma de la oscuridad. En una parte se vio que una de sus manos de humano, se deformaron convirtiéndose en manos de una bestia y sin piernas, para movilizarse ella camina flotando. El caso de su rostro, durante el transcurso de la historia no se vio su deformación, pero cuando ella le mostró al muchacho destapándose, este se quedó sorprendido y asustado de lo que le había sucedido.

- Catra. Una cuestionable monarca del Sistema Tri Solar, C'yra se unió al Imperio de la Horda y se le dio una máscara mágica que le concedió poderes secretos, como la capacidad de transformarse en una pantera. Máscara que le fue arrebatada a una reina felina, quien luego decidió renunciar a ella y su propuesta de seguir luchando contra el mal. Viajó a Eternia con el Comandante Kur de la Horda en su misión de asegurarse de que He-Ro fuese destruido. Allí, junto con el resto del ejército de la Horda, se vio involucrada en las grandes guerras y finalmente fue desterrada a Despondos por el Rey Grayskull. Ella permaneció con su líder a través de su destierro y posteriormente fue ascendida a Capitán de la Fuerza después que la hijastra de Hordak traicionara a la Horda con la Rebelión Etheriana. Los celos de Catra por She-Ra se han convertido en su mayor debilidad. Además este personaje tiene un parecido a Gatúbela, la enemiga de Batman o la protagonista del la película homónima.

- Entrapta. Villana de largo cabello que le permite atrapar a sus víctimas.

- Grizzlor. Originalmente una criatura pacífica del planeta Jungulia, a la corta edad de 428 Gur'rull fue secuestrado por el Imperio Hordiano quien borró su memoria para que sirviera lealmente a su ejército. Renombrado "Grizzlor" viajó con Hec-Tor Kur a Eternia en busca de He-Ro. Su feroces ataques eran tan terribles que incluso después de ser desterrado a Despondos con su amo, la leyenda de Grizzlor se convirtió en un mito explicado a los niños de Eternia. Carcelero de la Horda, Grizzlor está listo para desencadenar sus violentas garras y atacar a las fuerzas de Eternia.

- Leech. Monstruo con manos de ventosa que absorben la energía de sus enemigos.

- Mantenna. Es un ser con cuatro piernas y ojos que se desprenden como antenas, que le permiten ver largas distancias o disparar un rayo desequilibrante.

- Modulok. Un científico cuyo cuerpo puede desarmarse y reconstituirse de miles de formas distintas. Sin embargo en la serie animada lo presentan como un científico al servicio de Skeletor al cual traiciona para unirse a la Horda. La figura de acción tiene un cuerpo que puede desarmarse y reconstituirse de miles de formas distintas. Es llamado el monstruo de los mil cuerpos, además es una especie de alienígena.

- Imp. Es la mascota de Hordak, en forma de un cerdo o jabalí con alas de murciélago, es pequeño aunque su creación ha sido inspirada entre los protagonistas de Kowl y Orko, uno por su vuelo o utilización de sus alas y otro por sus poderes mágicos en transformarse para espiar en objeto.

- Dragstor. Un cyborg con partes de vehículo. Tiene una rueda en el pecho que le permite desplazarse a supervelocidad. Fue convertido en un cyborg con el mismo proceso que se usó en Extendar], pero mientras que Extendar se unió a los héroes, Dragstor permaneció con la Horda.

- Multi-Bot. Un robot que Modulok construyó. Posee los mismos poderes que Modulok, y además ambos pueden fusionarse para formar a Megabeast.

- Horde Troopers. Robots que sirven como soldados de la Horda. Son destruidos frecuentemente.

## Episodios

### Temporada 1: 1985 - 1986
1. Duelo en Devlan
2. El Hálcon del Mar
3. El Caballero Rojo
4. El hacha perdida
5. Los prisioneros de la Isla Bestia
6. El ataque al Bosque Susurrante
7. El Dragón cobarde
8. La visita del Rey Miro
9. Amistad
10. El espejo
11. El regreso de Sea Hawk
12. Sin palabras
13. El Castillo encantado
14. Tres valientes corazones
15. Puerta hacia mil problemas
16. La piedra en la espada
17. El Castillo de Cristal
18. La Corona del Saber
19. Una enemiga con mi rostro
20. Pequeños problemas
21. La quema de libros
22. La bruma de Eldritch
23. La despedida de Bow
24. El precio de la libertad
25. La música de Bow
26. El Hechizero desconfiado
27. Los amigos están donde los buscas
28. Talento para los problemas
29. El sueño de Troll
30. Nieve negra
31. El Rey Unicornio
32. La ansiosa aprendiz
33. Historia de un zoológico
34. En la dimensión oscura
35. El tesoro de los primeros
36. La historia de Glimmer
37. Las minas de Mondor
38. Bienvenido otra vez, Kowl
39. La gente de roca
40. Huntara
41. Micah de Luna Brillante
42. El Precio del Poder
43. Pájaro de Cuenta
44. El Regalo Perfecto
45. Como Yo
46. Mi amigo, mi enemigo
47. El Mago
48. Un aliado inesperado
49. Las Minas de Cristal
50. Loo-Kee presta ayuda
51. Entre sombras y calaveras
52. Fiebre Animal
53. El Jefe Supremo se va de vacaciones
54. Leven anclas Parte 1
55. Leven anclas Parte 2
56. Humo y Fuego
57. Los gatos mágicos
58. Chica Salvaje
59. Flores para Hordak
60. La Mujer Magia
61. Alguien con quien contar
62. El regreso del general
63. Fuera del capullo
64. Una lección de amor
65. El castillo encantado

### Temporada 2: 1986 - 1987
66. Algo nuevo, algo viejo
67. La novia de Loo-Kee
68. La perla
69. El transformador del tiempo
70. Por encima de todo
71. El día de las flores
72. She-Ra hace una promesa
73. Brigis
74. La Nodriza
75. Aventura en los bosques susurrantes
76. Romeo y Glimmer
77. Los peligros de Peekablue
78. Tal y como eres
79. El amuleto
80. El hogar de Sweet Bee
81. El don mágico de Bow
82. Glimmer vuelve a casa
83. El inspector
84. El retrato maldito
85. Hordak y su poder
86. La sombra de Orko
87. Ataque a la colmena
88. La historia Bibbet
89. El hijo de Swifty